# Arturo Capdevila
Pour les articles homonymes, voir Capdevila.
Arturo Capdevila (Córdoba, 14 mars 1889 – Buenos Aires, 20 décembre 1967) est un poète, dramaturge, conteur, essayiste, professeur de philosophie et de sociologie, avocat, juge et historien argentin.

## Biographie
Arturo Capdevila obtint en 1913 son doctorat en droit et sciences sociales à l'université nationale de Córdoba, puis devint, au sein de cette même institution, titulaire de la chaire de philosophie et de sociologie, tout en menant parallèlement une carrière de magistrat. En 1922, il alla s'établir à Buenos Aires, où il mena de front activité d'enseignant (en tant que professeur de littérature à l'université de La Plata), élaboration d'une œuvre littéraire, et travail journalistique (au quotidien La Prensa, dont il fut nommé président de l'Instituto Popular de Conferencias).
Son recueil de poésie Jardines solos de 1911, qui le propulsa sur le devant de la scène littéraire, le signala comme un poète d'un langage et d'un style modernistes et comme l'un des meilleurs épigones de Rubén Darío et de Leopoldo Lugones. Ses productions théâtrales se caractérisent par un ton essentiellement lyrique, se prêtant davantage à la lecture qu'à la représentation scénique. Cependant, sa production la plus élaborée fut son œuvre en prose, laquelle, après la première tentative en la matière que fut La dulce patria de 1917, s'épanouit ensuite par une série de réflexions approfondies et d'évocations historiques autour du XIXe siècle argentin, notamment Las visperas de Caseros et La santa furia del padre Castañeda. Mais le meilleur de sa prose se trouve sans doute dans ses ouvrages à portée autobiographique, tels que Córdoba del recuerdo (1923), sorte de plaisante recherche du temps perdu.
Il se vit décerner par trois fois le Prix national des lettres d'Argentine (Premio Nacional de Letras de Argentina), en 1920, 1923 et 1931. La Société argentine des écrivains (Sociedad Argentina de Escritores) lui attribua son Gran Premio de Honor en 1949, en récompense de son recueil de poésie "El libro del bosque". Il fut membre de l'Académie nationale argentine des lettres, occupant le siège nº 8, dit de José Manuel Estrada, et, à partir de 1922, de l'Académie nationale argentine d'histoire. Lié d'amitié avec Miguel de Unamuno, il appartint également, au titre de membre correspondant, à l'Académie royale espagnole.
Il publia une série d'essais philosophiques sur le thème de la santé, apportant son éclairage sur les questions du cancer, de la lèpre, des maladies mentales et autres. Il désigna les mauvais régimes alimentaires comme la cause fondamentale de la maladie.

## Œuvre
Liste partielle.

### Poésie
- Jardines solos (1911)
- Melpómene (1912)
- El poema de Nenúfar (1915)
- El libro de la noche (1917)
- El libro del bosque (1948)
- La fiesta del mundo (1921)
- Los romances argentinos

### Théâtre
- La Sulamita (1916) – Interprétation de l'épisode biblique, où le roi Salomon renonce à épouser la belle Sulamita, lui permettant ainsi de s'unir au berger dont elle est éprise.
- El amor de Schehrazada (1918) – Histoire du personnage des Mille et une nuits.
- Zincalí (1927) – Poème scénique gitan, qui fournit l'argument de l'opéra homonyme du compositeur argentin Felipe Boero.
- La casa de los fantasmas (1926) – Tragicomédie en trois actes, critique de la bourgeoisie de Buenos Aires.
- El divino Marqués (1930) – Biographie dramatisée du Marquis de Sade.
- Branca d'Oria (1932) – Sous-titré Scènes de cette vie et de l'autre.
- Cuando el vals y los lanceros (1937) – Tragicomédie en vers.
- Consumación de Sigmund Freud (1946).
- El jardín de Eva.

### Prose
- La dulce patria (1917)
- Arbaces, maestro de amor (1945), roman
- Córdoba del recuerdo (1923)
- La ciudad de los sueños (1925), contes
- Babel y el castellano (1928), essai sur la langue castillane, son évolution, ses influences
- Las invasiones inglesas (1938)
- Historia de Dorrego (1949)
- El hombre de Guayaquil (1950)
- Nueva imagen de Juan Manuel de Rosas (1945)
- Rubén Darío, "un bardo rei" (1946)
- Alfonsina: época, dolor y obra de la poetisa Alfonsina Storni (1948)
- Consultorio Gramatical de Urgencia
- Rivadavia y el españolismo liberal de la revolución Argentina
- Remeditos de Escalada
- El pensamiento vivo de San Martin
- En la corte del virrey (Estampas de Evocación)
- La infanta mendocina
- El Popol Vuh, traduction en espagnol à partir du maya quiché
- Tierra Mía, carnet de voyage
- La santa furia del padre Castañeda

### Essais
- Revisión microbiana: sexto mensaje prandiológico: 1. La verdadera historia de los microbios. 2. De la microbiología a la microtoxiología: comprobaciones prandiológicas reveladores. Buenos Aires: Omeba, 1963, (OCLC 65401457)
- El niño enfermo (séptimo mensaje prandiológico). Buenos Aires: Omeba, 1963,  Córdoba: Editorial Buena Vista (2009) (OCLC 14529179)
- Las enfermedades mentales como estrictamente somáticas (Noveno mensaje prandiológico). Buenos Aires: Omeba [1964], (OCLC 47937872)
- Prandiología patológica, en el hombre, en el animal, en el árbol ; aportaciones prandiológicas reveladoras sobre tuberculosis, degeneración adiposa, miopatía arterial, enfermedad de Bang y fitodemias. Buenos Aires: Viracocha, 1960,  Córdoba: Editorial Buena Vista (2009) (OCLC 28389998)
- El cáncer: el cáncer tumoral; el cáncer leucémico; aportaciones prandiologicas reveladoras. Buenos Aires: Omeba, 1961, (OCLC 14615267) Córdoba: Editorial Buena Vista (2009)
- La lepra; aportaciones prandiólogicas reveladoras. Buenos Aires: Omeba, 1961, (OCLC 14593153)
- "La ciencia de la nutrición" Córdoba: Editorial Buena Vista (2010)